# Baltmannsweiler
Baltmannsweiler là một xã gồm hai thị xã Baltmannsweiler và Hohengehren ở huyện Esslingen thuộc bang Baden-Württemberg miền nam nước Đức. Đô thị này có diện tích 18,55 km², dân số thời điểm 31 tháng 12 năm 2020 là 5753 người.
Sau cuộc cải cách chính quyền năm 1974, thị trấn Baltmannsweiler đã được lập ngày 01.01.1975 thông qua việc hợp nhất hai thị trấn Baltmannsweiler và Hohengehren.